# 澎恰恰
澎恰恰（1956年4月15日—），原名彭樟燦，後改名彭高尚，台灣男藝人、主持人、導演。出生於嘉義市，遠東科技大學創新商品設計與創業管理系暨碩士班畢業。在進入演藝圈前，曾在台南市立棒球場做過球童、郵差和西餐廳的歌手等。自1984年踏入演藝圈，成為秀場主持人及台灣鄉土劇演員；自己出過歌唱專輯，也為許多歌手創作歌曲。之後還跨行主持，以及電影編劇、導演。澎恰恰與搭檔夥伴暨徒弟許效舜合作多年，有極佳默契，兩人的代表作為《鐵獅玉玲瓏》相關系列，也是兩人演藝事業的顛峰之作。

## 演藝生涯
1984年，正式踏入演藝圈。
1985年，第一次演出電視劇－華視單元劇《龍鳳奇俠》。
1987年，澎恰恰遇到名製作人王偉忠之後，主演之華視綜藝節目《連環泡》中的短劇。
1988年，接替蔡琴成為《連環泡》主持人，並先後與方芳、許效舜聯手主持。
1989年，獲金鐘獎綜藝節目主持人獎。
1990年12月，因有新節目主持而請辭《連環泡》主持人。
1991年，參演華視八點檔連續劇《家有仙妻》、進軍三立影視主持《三立五虎將 金牌點唱秀》
1991年11月，回鍋主持《連環泡》，並先與白冰冰聯手主持，之後再與白冰冰、蔡頭搭檔主持。
1992年11月，再度請辭《連環泡》主持人。
1993年，參演電影《無言的山丘》；同年11月26日，發行首張專輯《還願》，後來幫了台語歌手甲子慧。
1994年，與曾慶瑜聯手主持台視《玫瑰之夜》。某次兒歌創作家施福珍想到澎曾在電視上勸小孩子說不要用手挖鼻孔，於是寫一首歌《大鼻孔》；不久澎知道施創作這一首歌後，也三不五時唱一些些歌詞，原曲也成為頗為流行的兒歌。
1995年，成為台視《歡樂強棒》主持人。同年4月1日，加入台灣之星棒球隊。7月6日，發行第二張專輯《變調戀歌》。
1996年，任職三立綜藝台總監。
1997年，成為台灣職棒大聯盟嘉義年代勇士隊正式球員。
1998年，先後幫助新生代藝人康康和台語歌壇一姐江蕙寫歌創作。
1999年，與許效舜合作演出的《鐵獅玉玲瓏》受到歡迎，熱潮延續到2002年，並經過三立及老三台的歷練。
2000年，協助金門王與李炳輝、楊烈各寫一首歌曲。
2001年，以三立台灣台《草地狀元》節目主持人身分，獲金鐘獎「文教資訊節目主持人獎」。
2003年，澎跨刀幫龍千玉《阿郎》專輯寫一首情歌《問愛情》，與龍千玉合唱，但當時澎並無發行自己專輯。後來擎天娛樂唱片製作人陳國華先後在2004年和翌年，幫澎製作《台灣男人》、《台灣女人》兩張台語專輯。
2005年，因在女演員盧靚面前自慰，遭到盧靚偷拍，因而遭黑道恐嚇取財。
2006年，澎幫江宏恩改寫楊宗憲原唱的《爸爸親像山》。退出三立台灣台《鳥來伯與十三姨》導演、演員，也放棄主持三立台灣台《黃金夜總會》；其後在2006年6月5日復出《黃金夜總會》。
2007年，以三立台灣台《黃金夜總會》節目主持人身分，獲第41屆金鐘獎「歌唱綜藝節目主持人獎」。同年9月，參與演出三立台灣台八點檔連續劇《我一定要成功》。
2009年8月，參與演出「音樂時代劇場」製作的《隔壁親家》，飾演「石龍伯」，次子皮皮(彭宸昊)兼任助理並於劇中為幾首曲子作詞。
2009年12月，參與演出民視八點檔連續劇《夜市人生》，飾演許丙丁一角。
2010年執導生涯首部電影─《帶一片風景走》，並自行編寫劇本。
2011年重回三立電視，並重拾主持棒，與許效舜共同主持三立台灣台《超級夜總會》。
2012年4月18日於台南召開電影開拍記者會，為個人生涯第二部執導、編劇的電影《球愛天空》宣傳，此部電影是關於棒球的題材，片中更找來中華職棒統一獅隊多名球員客串。(電影預計在2012年6月2日開拍)
2012年10月26日，以三立台灣台《超級夜總會》節目主持人（與許效舜）身分，獲第47屆金鐘獎「綜藝節目主持人獎」。
2015年10月26日，三立台灣台《甘味人生》擔任客串節目主持人。
2015年與多年夥伴許效舜及友人陳偉昌共同成立「鐵人文創」娛樂公司，致力發展台灣影視產業，培養演藝圈人才。2019年2月，鐵人文創變更為吉聯數位娛樂公司，提供線上遊戲平台方案服務
2019年末，發起「2019亞洲盃臺韓日演藝明星棒球公益經典賽」，於11月15日至11月17日在桃園國際棒球場舉行，是首次集結台日韓三國的演藝明星的棒球國際比賽。
2024年，以《超級夜總會》獲得第59屆金鐘獎綜藝節目主持人獎。

## 個人生活
澎恰恰的乾女兒為女歌手吳淑敏。
澎對棒球有著過人的熱愛，並於2012年3月1日為統一獅出戰2012年兩岸棒球對抗賽，並擔任先發投手，主投一局。
2020年8月6日澎恰恰宣布破產，負債新臺幣2.4億元。

## 爭議

### 自慰光碟案
2005年，澎因「自慰光碟案」 遭到女演員盧靚與其黑道叔父盧照琴勒索，澎恰恰請託黑道歌手郭桂彬介入協調，又遭到郭的恐嚇取財，澎恰恰花費新台幣4,000多萬元，猶日夜遭到恐嚇，事後臺灣高等法院依恐嚇取財罪判盧照琴有期徒刑2年4個月、盧靚2年、郭桂彬3年定讞；彭則於一審判決後恢復演藝工作。2019年6月，澎恰恰接受媒體專訪，首度公開向盧靚道歉，希望兩人的恩怨能和解。

### 對肢障歌手潑水砸蛋
2013年6月，肢障歌手蔡義德参加节目《超級夜總會》的录影演出，节目中包含主持人許效舜、澎恰恰在未告知的前提下为节目效果对蔡義德泼水、砸鸡蛋，以求重现其在新专辑MV《再起東山》中的场景。节目播出后引发争议和部分观众恶评，澎恰恰随后为此出面道歉。

### 力挺白雲劈腿
2017年10月18日，白雲劈腿日本女星西田惠里奈 Nana一事，Nana召開記者會公開道歉，此舉被澎恰恰批評為「譁眾取寵」，並力挺白雲，雖然有道德瑕疵，但此事並不嚴重。

## 主持作品

### 電視綜藝

#### 目前主持
| 頻道       | 節目           |
| 三立台灣台 | 《超級夜總會》 |

#### 經歷主持
| 頻道                   | 節目                                          |
| 台灣電視公司           | 《玫瑰之夜》                                  |
| 台灣電視公司           | 《歡喜當家》                                  |
| 台灣電視公司           | 《歡樂強棒》                                  |
| 台灣電視公司           | 《台灣強強滾─金玉滿堂花開富貴》               |
| 中國電視公司           | 《誰來開口》                                  |
| 中國電視公司           | 《歡喜玉玲龍》                                |
| 中國電視公司           | 《周日玉玲龍》                                |
| 中國電視公司           | 《筆記台灣》                                  |
| 中國電視公司           | 《綜藝大哥大》之單元〈黑白郎君黑白講〉        |
| 中國電視公司           | 《2010高雄縣感恩祈福跨年晚會》                |
| 中華電視公司           | 《連環泡》                                    |
| 中華電視公司           | 《嘎嘎嗚啦啦》                                |
| 中華電視公司           | 《抱喜報喜》                                  |
| 中華電視公司           | 《歌王俱樂部》                                |
| 中華電視公司           | 《無敵星期六》                                |
| 中華電視公司           | 《愛上星期六》                                |
| 中華電視公司           | 《華視夜店─台灣無線唱吟》                     |
| 民視無線台             | 《雙囍俱樂部》                                |
| 衛視中文台             | 《開心拍檔》                                  |
| 三立綜藝台→三立台灣台  | 《王牌點唱秀》                                |
| 三立綜藝台→三立台灣台  | 《21世紀新人歌唱排行榜》                      |
| 三立綜藝台→三立台灣台  | 《新人排行榜 歡樂大對抗》                     |
| 三立綜藝台→三立台灣台  | 《新人排行榜 歡樂一級棒》                     |
| 三立綜藝台→三立台灣台  | 《基隆有夢 海闊天空》（1999年基隆市跨年晚會） |
| 三立綜藝台→三立台灣台  | 《台語金曲排行榜》                            |
| 三立綜藝台→三立台灣台  | 《新台灣之歌》                                |
| 三立綜藝台→三立台灣台  | 《台灣大廟口》                                |
| 三立綜藝台→三立台灣台  | 《台灣群星會》                                |
| 三立綜藝台→三立台灣台  | 《台灣超級之星》                              |
| 三立綜藝台→三立台灣台  | 《蘭色恰恰》                                  |
| 三立綜藝台→三立台灣台  | 《鐵獅玉玲瓏》                                |
| 三立綜藝台→三立台灣台  | 《黃金夜總會》                                |
| 三立綜藝台→三立台灣台  | 《草地狀元》                                  |
| 三立綜藝台→三立台灣台  | 《快樂三人行》                                |
| 三立綜藝台→三立台灣台  | 《台灣新樂園》                                |
| 八大第一台             | 《我愛桃花鄉》                                |
| 八大第一台             | 《綜藝三劍客》                                |
| 八大第一台             | 《樂來越好聽》                                |
| 中國電視公司與廈門衛視 | 《2010歡喜大圍爐 兩岸閩南話春節晚會》         |
| 公共電視台             | 《那些年我們的歌》                            |
| 公視台語台             | 《話山話水話玲瓏》                            |
| 中天綜合台             | 《笑林練舞功》                                |

### 網路導覽
- 國立歷史博物館《數位典藏成果體驗網》之《歷史玉玲瓏》

### 餐廳秀綜藝
- 三立影視有限公司《三立五虎將 金牌點唱秀》
- 歐棚影視傳播有限公司《歐棚午夜場》

### 頒獎典禮

#### 金曲獎
| 年份   | 節目                     | 頻道 | 備註                       |
| ------ | ------------------------ | ---- | -------------------------- |
| 2001年 | 第12屆流行金曲獎頒獎典禮 | 東森 | 搭檔方芳芳、許效舜、吳宗憲 |
| 2017年 | 第28屆傳藝金曲獎頒獎典禮 | 華視 | 搭檔黃嘉千                 |

#### 金鐘獎
| 年份   | 節目名稱             | 頻道 | 備註       |
| ------ | -------------------- | ---- | ---------- |
| 2003年 | 第38屆金鐘獎頒獎典禮 | 東森 | 搭檔曾慶瑜 |

## 音樂作品

### 個人專輯
| 專輯名稱 | 發行日期       |
| -------- | -------------- |
| 還願     | 1993年11月26日 |
| 變調戀歌 | 1995年7月6日   |
| 台灣男人 | 2004年9月24日  |
| 台灣女人 | 2005年7月29日  |

### 迷你專輯
| 專輯名稱 | 發行日期      | 曲 目           |
| -------- | ------------- | --------------- |
| 草地狀元 | 2000年9月     |                 |
| 吾愛吾師 | 2004年9月28日 | 1. 感謝有你老師 |

### 合輯
| 專輯名稱 | 發行日期      | 曲 目                 |
| -------- | ------------- | --------------------- |
| 感情大樓 | 1999年6月10日 | 1. 呆呆 2. 阮只是不甘 |

### 合作專輯
| 專輯名稱 | 發行日期      |
| -------- | ------------- |
| 簡簡單單 | 2000年7月27日 |

### 未收錄的創作單曲
| 歌曲             | 備註                                                                              |
| ---------------- | --------------------------------------------------------------------------------- |
| 中華一定放光芒   | (2003年中華隊隊歌)→詞曲：澎恰恰                                                   |
| 台灣一定會平安   | (三立電視台抗SARS之歌)→詞曲：澎恰恰                                               |
| 高雄新希望       | (高雄市長候選人黃俊英造勢歌曲)→詞曲：澎恰恰                                       |
| 問愛情           | (與龍千玉對唱的情歌)→詞曲：澎恰恰 編曲：張振杰 演唱：龍千玉&澎恰恰                |
| 心內話           | (獻給賀一航的歌曲，改編於葉啟田的《媽媽請妳不通痛》)→作詞：澎恰恰 作曲：鄭進一    |
| 鐵獅玉玲瓏主題曲 | (與許效舜所合唱的歌曲)→作詞/編曲：澎恰恰 作曲：七字調 演唱/許效舜&澎恰恰          |
| 超級夜總會主題曲 | (與許效舜&苗可麗的歌曲)→作詞：澎恰恰 作曲：澎恰恰 演唱/許效舜&澎恰恰&苗可麗大合唱 |

### 詞曲創作
- 除了曾發行兩張創作專輯以外。在1997年，澎恰恰發表初作甲子慧的《想要跟你飛》，就開始受到許多人邀請創作。

| 年份   | 歌曲名稱           | 參與部分 | 演唱者         | 專輯        |
| ------ | ------------------ | -------- | -------------- | ----------- |
| 1997年 | 想要跟你飛         | 詞曲     | 甲子慧         | 想要跟你飛  |
| 1998年 | 恁姐仔住市內       | 詞曲     | 康康           | 催淚        |
| 1998年 | 紅花抹香           | 詞曲     | 江蕙           | 我愛過      |
| 1999年 | 故鄉的土味         | 詞曲     | 金門王&李炳輝  | Formosa淡水 |
| 1999年 | 如果能夠(抒情版)   | 改編詞   | 楊烈           | 未收錄      |
| 1999年 | 今夜月娘圓         | 詞曲     | 彭莉等四位歌手 | 星座唱遊    |
| 1999年 | 鐵獅玉玲瓏主題曲   | 作詞     | 許效舜和澎恰恰 | 鐵獅玉玲瓏  |
| 2001年 | 紅塵夢醒           | 作曲     | 白冰冰         | 愛情探戈    |
| 2001年 | 種葫仔生菜瓜       | 詞曲     | 黃西田         | 英雄        |
| 2002年 | 心內一蕊花         | 詞曲     | 白冰冰         | 愛你好不好  |
| 2002年 | 寂寞青春           | 詞曲     | 白冰冰         | 愛你好不好  |
| 2003年 | 痴情亦孤單         | 詞曲     | 龍千玉         | 問花        |
| 2003年 | 問愛情             | 詞曲     | 龍千玉         | 阿郎        |
| 2003年 | 誰人替阮想         | 詞曲     | 孫淑媚         | 愛情恰恰恰  |
| 2005年 | 爸爸親像山(改編版) | 改編詞   | 江宏恩         | 未收錄      |
| 2005年 | 我真想你           | 詞曲     | 龍千玉         | 風中的玫瑰  |
| 2006年 | 等你返來           | 詞曲     | 吳淑敏         | 等你返來    |
| 2007年 | 青春花再開         | 詞曲     | 蔡小虎         | 千年萬年    |
| 2009年 | 遙遠的美麗         | 詞曲     | 蔡小虎         | 重感情      |

### 電影主題曲
- 電影《帶一片風景走》

主題曲： 〈月亮下的眼淚〉
詞：澎恰恰／趙詠華
曲：澎恰恰
演唱／製作：趙詠華
編曲：屠穎
- 電影《球愛天空》

主題曲：〈追球榮耀〉
詞：張博智
曲：梁啟慧
演唱：劉穎嶸
編曲：劉穎嶸
- 電影《鐵獅玉玲瓏》

主題曲：〈獨尊唯我〉
詞：荒山亮
曲：荒山亮
演唱：荒山亮
剪接：林樂偉
- 電影《鐵獅玉玲瓏2》

主題曲：〈西底〉
詞曲：許效舜／黃鐙輝
女聲＋饒舌詞曲／製作人／編曲／所有樂器：方炯鑌
和聲：方炯嘉
演唱：澎恰恰／許效舜／黃鐙輝／OD／(C-Two) Ft. 劉明湘／方炯鑌

## 電影
| 年份   | 片名                 | 角色           |
| 1987年 | 《先生騙鬼》         | 樹妖姥姥       |
| 1988年 | 《天下一大樂》       | 仙仔           |
| 1988年 | 《台灣鏢局》         |                |
| 1988年 | 《記得當時年紀小》   | 花忠祥         |
| 1988年 | 《報告典獄長》       | 卒仔           |
| 1988年 | 《英雄與狗熊》       | 警察           |
| 1988年 | 《龍發堂》           | 警察           |
| 1988年 | 《萬能運動員》       | 田哥           |
| 1989年 | 《英雄無膽》         | 阿勇           |
| 1989年 | 《成功嶺2 全面出擊》 | 排長           |
| 1993年 | 《無言的山丘》       | 詹阿助         |
| 2012年 | 《寶島大爆走》       | 澎仔           |
| 2014年 | 《鐵獅玉玲瓏》       | 陳金鐵(阿鐵師) |
| 2015年 | 《鐵獅玉玲瓏2》      | 澎哥           |
| 2017年 | 《痴情男子漢》       | 朋友           |
| 2019年 | 《大三元》           | 筍老師         |
| 2019年 | 《第九分局》         | 老張           |
| 2024年 | 《還錢》             | 偵訊隊長       |
| 2024年 | 《鬼天廈》           | 師傅           |

### 幕後配音
- 2005年《紅孩兒：決戰火焰山》（為牛魔王配音）

## 電視劇
| 年份   | 頻道       | 劇名                                      | 角色                         |
| 1985年 | 華視       | 《哈囉親家》                              | 茶壺                         |
| 1985年 | 華視       | 《龍鳳奇俠》                              | 鐵牛                         |
| 1986年 | 華視       | 《開張大吉》                              | 謝平安                       |
| 1987年 | 華視       | 《大小濟公》                              |                              |
| 1987年 | 華視       | 《好鄰居》                                | 秋吉                         |
| 1987年 | 華視       | 《爸爸請你要奮鬥》                        | 阿樂                         |
| 1987年 | 華視       | 《司命真君─灶王爺》                       | 灶王                         |
| 1987年 | 華視       | 葉青歌仔戲 春江花月夜                     | 獄卒                         |
| 1988年 | 華視       | 《酒瓶可賣否》                            | 林東雄                       |
| 1988年 | 華視       | 歌仔戲 千里姻緣路                         | 老仙角                       |
| 1990年 | 華視       | 華視劇展 小市民的天空系列《屋頂上的星星》 |                              |
| 1991年 | 華視       | 《家有仙妻》                              | 陳天貴                       |
| 1997年 | 台視       | 《非常任務》                              | 蘇全康                       |
| 1999年 | 三立台灣台 | 《鳥來伯與十三姨》                        | 李文山(鳥來伯)/李仔糖/閻羅王 |
| 2001年 | 華視       | 《流星花園》                              | 校長(客串)                   |
| 2002年 | 三立台灣台 | 《台灣霹靂火》                            | 澎恰恰(客串)                 |
| 2005年 | 三立都會台 | 《住左邊住右邊》                          | Johnny (客串)                |
| 2007年 | 三立台灣台 | 《我一定要成功》                          | 謝水根                       |
| 2008年 | 公視       | 《長假》                                  | 郭榮宗                       |
| 2009年 | 民視       | 《夜市人生》                              | 許丙丁                       |
| 2011年 | 公視       | 《愛在桐花紛飛時》                        | 郭富勝                       |
| 2011年 | 三立台灣台 | 《牵手》                                  | 陈清风(客串)                 |
| 2014年 | 樂視網     | 《光環之后》                              | 澎哥(客串)                   |
| 2014年 | 三立台灣台 | 《阿母》                                  | 林清海                       |
| 2014年 | 公視       | 《浪子單飛》                              | 吳貴祥                       |
| 2015年 | 三立台灣台 | 《甘味人生》                              | 主持人(客串)                 |
| 2017年 | 三立台灣台 | 《一家人》                                | 澎哥(客串)                   |
| 2020年 | 大愛電視台 | 《大林學校》                              | 青草伯(聲音)                 |
| 2022年 | 華視       | 《婚姻結業式》                            | 駱爸(客串)                   |
| 2022年 | 三立台灣台 | 《一家團圓》                              | 邱財旺                       |

## 節目配音
- 2001年~2008年：三立台灣台《用心看台灣》
- 2010年：公共電視台《爺奶搶時間》
- 2024年：三立台灣台《寶島神很大》

## 音樂劇
- 《隔壁親家》音樂時代劇場（2009年8月首演，台北國家戲劇院）
- 《釧兒》音樂劇。飾演歌仔戲班團長林天來。耀演X衛武營營運推動小組（2015年10月首演，高雄衛武營榕園廣場）
- 《麗晶卡拉OK的最後一夜》躍演原創音樂劇（2019年1月首演，華山烏梅劇院）

## 編劇作品
- 2010年《帶一片風景走》，劇情改編自「百萬步的愛」。
- 2012年《球愛天空》，11月30日上映。

## 導演作品

### 電視電影
- 2008年 《孩子王》於2008年7月26日播映
- 2019年 《眾神的停車位》於2019年4月6日播映

### 電影
- 2011年 《帶一片風景走》於2011年6月24日上映[20][21]。
- 2012年 《球愛天空》於2012年11月30日上映
- 2014年 《鐵獅玉玲瓏》於2014年1月24日上映
- 2015年 《鐵獅玉玲瓏2》於2015年2月18日上映

## 監製作品
- 2019年《大三元》於2019年2月1日上映

## 戲劇編導
- 1999年：三立綜藝台《鳥來伯與十三姨》兼任導演；於2009年重播。
- 2009年：八大電視金鐘劇《青春歌仔》（自編自導，2009年5月26日首映，2009年5月30日八大第一台首播）

## 片頭題字
- 2002年：三立台灣台 七點半檔戲劇《桂花巷》

## 商業廣告
- 199?年：陸仕企業「愛麵族鍋燒麵」
- 1996年：愛之味公司「愛之味麥仔茶」 PART 1、中華汽車、香雞城小巧香腸
- 1997年：愛之味公司「CLIO礦泉水」
- 1998年：愛之味麥仔茶 PART 2、天良生物科技「鐵獅牌腎氣膀胱源」、正光製藥「正光金絲膏」、愛之味麥仔茶 PART 3
- 2004年：音圓國際「音樂站」多功能電腦伴唱機（LD400）
- 2007年：愛之味公司「莎莎亞椰奶」、明通化學製藥「明通治痛單」
- 2008年：台灣櫻花「櫻花送安檢」

## 出版作品

### 書籍
| 年份          | 書名                                   | 出版社   | ISBN               |
| ------------- | -------------------------------------- | -------- | ------------------ |
| 1995年        | 《時常跌倒的巨星》                     | 希代     | ISBN 9789578081796 |
| 1995年4月29日 | 《我在靈界的日子：澎恰恰遇鬼真實記錄》 | 希代     | ISBN 9789575449995 |
| 1995年10月4日 | 《澎恰恰的美鬼之夜》                   | 希代     | ISBN 9789578081413 |
| 1996年        | 《澎恰恰愛說笑》                       | 精美     | ISBN 9789577166630 |
| 2005年1月11日 | 《誰來跟我跳恰恰》                     | 黎明文化 | ISBN 9789571607191 |
| 2005年7月19日 | 《跟著用心去旅行》                     | 台視文化 | ISBN 9575656873    |

## 獎項紀錄

### 電視金鐘獎
| 年份   | 頒獎典禮     | 作品               | 獎項名稱                 | 結果 |
| 1989年 | 第24屆金鐘獎 | 《連環泡》         | 綜藝節目主持人獎         | 獲獎 |
| 1997年 | 第32屆金鐘獎 | 《玫瑰之夜》       | 綜藝節目主持人獎         | 提名 |
| 2000年 | 第35屆金鐘獎 | 《草地狀元》       | 教科文節目主持人獎       | 提名 |
| 2001年 | 第36屆金鐘獎 | 《草地狀元》       | 文教資訊節目主持人獎     | 獲獎 |
| 2001年 | 第36屆金鐘獎 | 《歡喜玉玲龍》     | 娛樂綜藝節目主持人獎     | 提名 |
| 2001年 | 第36屆金鐘獎 | 《黃金夜總會》     | 娛樂綜藝節目主持人獎     | 提名 |
| 2002年 | 第37屆金鐘獎 | 《歡喜玉玲龍》     | 歌唱音樂綜藝節目主持人獎 | 提名 |
| 2003年 | 第38屆金鐘獎 | 《黃金夜總會》     | 歌唱音樂綜藝節目主持人獎 | 提名 |
| 2004年 | 第39屆金鐘獎 | 《黃金夜總會》     | 歌唱音樂綜藝節目主持人獎 | 獲獎 |
| 2006年 | 第41屆金鐘獎 | 《黃金夜總會》     | 歌唱綜藝節目主持人獎     | 獲獎 |
| 2007年 | 第42屆金鐘獎 | 《黃金夜總會》     | 歌唱綜藝節目主持人獎     | 提名 |
| 2012年 | 第47屆金鐘獎 | 《超級夜總會》     | 綜藝節目主持人獎         | 獲獎 |
| 2014年 | 第49屆金鐘獎 | 《超級夜總會》     | 綜藝節目主持人獎         | 提名 |
| 2019年 | 第54屆金鐘獎 | 《眾神的停車位》   | 迷你劇集／電視電影編劇獎 | 提名 |
| 2021年 | 第56屆金鐘獎 | 《話山話水話玲瓏》 | 綜藝節目主持人獎         | 提名 |
| 2024年 | 第59屆金鐘獎 | 《超級夜總會》     | 綜藝節目主持人獎         | 獲獎 |

### 金馬獎
| 年份   | 頒獎典禮     | 作品                                              | 獎項名稱           | 結果 |
| 2009年 | 第46屆金馬獎 | 詞╱曲：彭樟燦，演唱：許景淳〈流雲調〉《青春歌仔》 | 最佳原創電影歌曲獎 | 提名 |

## 外部連結
- 澎恰恰在台灣棒球維基館上的頁面（繁體中文）
- 澎恰恰的Facebook專頁
- YouTube上的澎恰恰頻道
- 澎恰恰的抖音帳號
- 澎恰恰的TikTok
- 澎恰恰在互联网电影资料库（IMDb）上的資料（英文）
- 澎恰恰在香港影庫上的簡介